# Biserica de lemn din Sacalasău

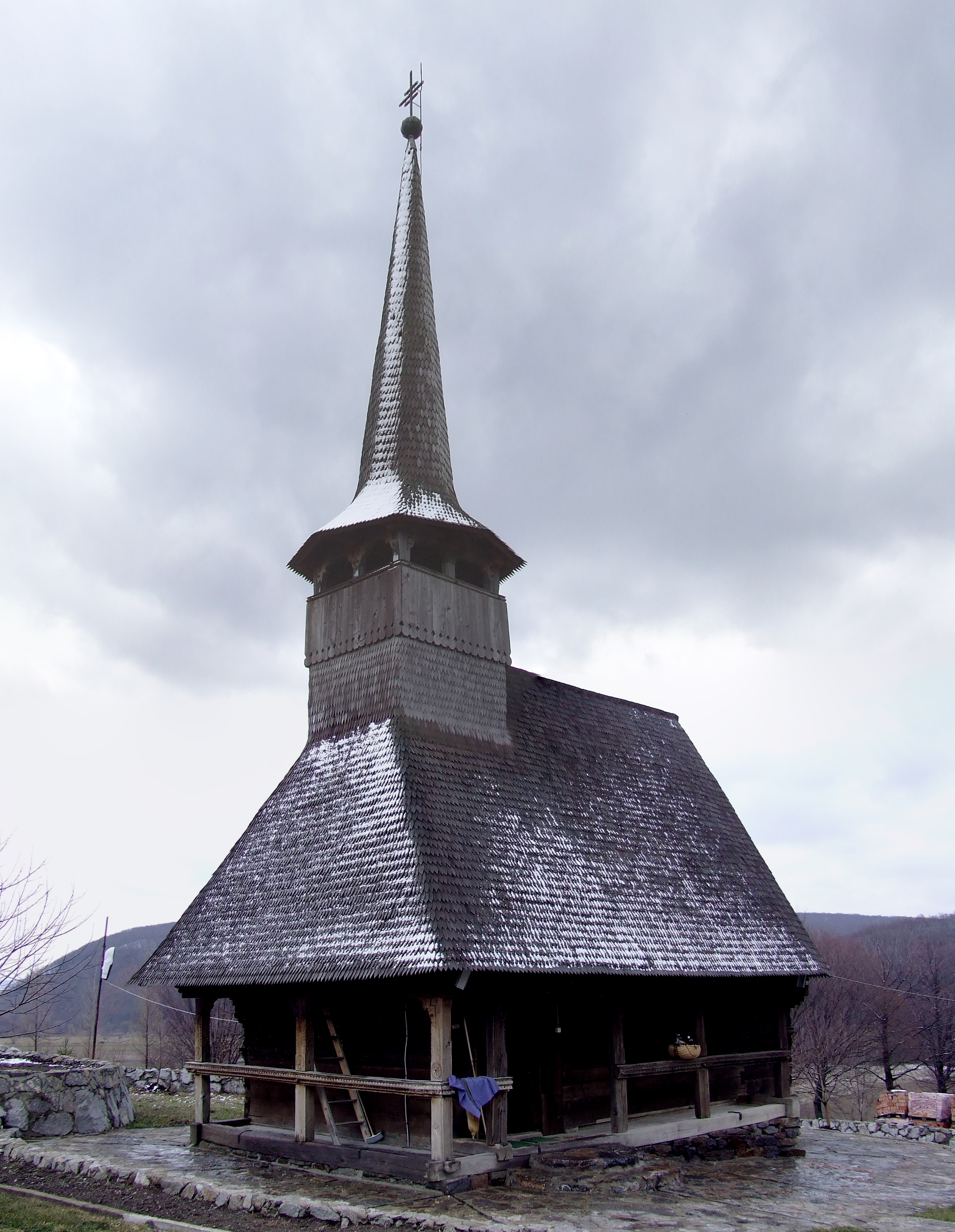
Biserica de lemn din Sacalasău, judeţul Bihor. Foto 2010

Biserica de lemn din Sacalasău se află în complexul monahal de la Mănăstirea Sfinții Voivozi din județul Bihor. A fost adusă din localitatea Sacalasău, comuna Derna, județul Bihor și a fost construită în anul 1700. Biserica se află înscrisă pe noua listă a monumentelor istorice sub codul LMI:  BH-II-m-A-01230. Are hramul "Sfântul Nicolae".

## Istoric și trăsături
Biserica de lemn a mănăstirii de la Voivozi, cu hramul Nașterea Maicii Domnului, a fost construită în anul 1700. Elementele componente ale boltei semicilindrice a naosului sunt fixate de arcurile duble, în extrados, prin cuie de lemn. Meșterul dulgher le-a cioplit la capăt sub forma unui cap de cal, motiv care în credința populară avea rolul de a goni duhurile rele.
Pictura interioară este în mare parte deteriorată, dar cea din naos este mai bine conservată. În pronaos într-o parte sunt pictate extrem de sugestiv fecioarele nebune, acestea fiind în contrast cu liniștea și bunătatea pe care o inspiră mucenițele, ce sunt zugrăvite pe peretele opus. Pe peretele sudic al tindei, la intrare în partea dreaptă este zugrăvit un chip straniu, un trup de om îmbrăcat în două cămăși, una roșie deasupra și alta albă dedesubt. Capul este de om, numai că are un rât de porc, iar în mâna dreaptă ține simbolul morții pentru aducere aminte de ceasul din urmă.
În 1962 biserica a fost restaurată de Direcția monumentelor istorice iar în anul 1973 s-a cumpărat un clopot mare de 300 kg. Bisericuța a aparținut satului Sacalasău din Bihor și este declarată monument istoric. 